# Campylosiphon purpurascens
Campylosiphon purpurascens är en enhjärtbladig växtart som beskrevs av George Bentham. Campylosiphon purpurascens ingår i släktet Campylosiphon och familjen Burmanniaceae. Inga underarter finns listade i Catalogue of Life.